# Daniel Maldonado (locutor)
Daniel Alfredo Maldonado Amaro (San Antonio, 2 de agosto de 1971) es un locutor de radio chileno; actualmente desempeña trabajos para el consorcio Ibero Americana Radio Chile como voz en Radio Concierto y Radio Imagina.

## Biografía
Ha sido locutor desde 1987, cuando su carrera comenzó en radio Cristalina FM 90.9 en la ciudad de San Antonio. Luego se traslada al Gran Valparaíso donde paralelamente a sus estudios de ingeniería en la Universidad Técnica Federico Santa María de Valparaíso se desempeña en varias radios pequeñas de la zona. Luego, en 1993, se va a Santiago e ingresa a la radio Viva 97.7 FM, trabajando con Javier Miranda, Enrique González, Loreto Delpín y Humberto Alarcón. Al año siguiente, es llamado por Radio Horizonte, propiedad de Julián García-Reyes, pero muy luego, en octubre de 1995 es invitado a participar del proyecto de Radio Zero, junto a Jorge Mackenna, Fernando Paulsen, Rafael Araneda, Enrique Evans, Caroline Wylie y Paula Hinojosa.
En septiembre de 2000, luego de cinco años de ser la voz institucional de Radio Zero y darle su sello característico, emigra a Ibero Americana Radio Chile para ser voz de continuidad de Radio Concierto y Radio Imagina. 
Entre muchas apariciones, ha sido locutor en off de La noche del Mundial (2006) de TVN, voz de los vuelos nacionales e internacionales de los aviones LAN, voz en off para los programas Cuestión de peso (2007-2008) de Canal 13, El club de la comedia, La jueza (2008-2011) y PDI, Polícia de Investigaciones en Chilevisión.
Paralelo a su carrera de locutor ha desarrollado podcasts para Word Summit Awards en Suecia, es Director Artístico de Radio Toromondo, Director de Arte en Radio UNAB en Santiago de Chile. Es colaborador de SOFAN, portal vinculado al sitio web de búsqueda de empleo para personas con discapacidad de la Bolsa Nacional de Empleo BNE, desarrollado por Egalité (Brasil) con apoyo de Pacto de Productividad Chile.
Junto a Edgardo Vogel participa desde 2017 en el Festival MCA (mente, cuerpo y alma) junto a destacados panelistas como Enric Corbera, Emilio Carrillo, Ramiro Calle, Pía Sartorious, Patricia May, Fresia Castro entre muchas y muchos exponentes que buscan el despertar de la conciencia del ser humano. 
Es terapeuta floral certificado por la Bach Foundation Registered Practitioner (BFRP), Londres, 2017. 
Iniciado en la sonoterapia junto a Erika Holtheuer en el desarrollo de técnicas de sanación mediante cuencos tibetanos y cuarzo. 
En 2018 junto a Carolina Rossi crean el proyecto de ciencia e innovación "Nave Innovarock" realizando una serie de podcasts con entrevistas a emprendedores de América Latina, el Caribe, Estados Unidos y Europa.
Su voz también es parte de diversas radios comunitarias, donde apoya el quehacer de los sectores más vulnerables del país.